# Église Saint-Maurice de Saint-Morel
L'église Saint-Maurice est une église située à Saint-Morel, en France, classé au titre des monuments historiques en 1919.

## Description
Le portail est surmonté d'une tour carrée dotée d'un clocher. Sur les contreforts, coté Nord, des sculptures sont taillées dans la pierre, dont on ne connait pas la signification. Dans ce même mur coté Nord, une porte a été murée à la Révolution, qui donnait sur le château seigneurial (détruit en 1776 par un incendie). Le plan de l'église est assez commun, avec trois travées, des bas-côtés, un transept et un chœur à cinq pans. Les nervures des voutes se perdent en pénétration dans leur support. Les piles de la croisée du transept sont ornées de chapiteaux en couronne, sculptées d'animaux fabuleux, de rinceaux et de motifs végétaux. Le style évoque le gothique flamboyant,,.
Les éléments les plus remarquables de l'église sont dans son mobilier. Celui-ci a inclus longtemps  un retable en bois sculpté, peint et doré, du XVIe siècle, représentant, en neuf tableaux, la vie et le martyre de saint Maurice d'Agaune. Ce retable a été dérobé en janvier 1975, puis retrouvé en partie chez des antiquaires. Plusieurs statues sont également remarquables, dont une Vierge à l'enfant du XIIIe siècle, et des statues du XVIIe siècle : une statue de saint Roch et son chien, une statue de saint George, une statue de saint Sébastien,,, ...

## Localisation
L'église est située dans la rue de l'Église, prolongement de la rue Haute, au centre du village, sur la commune de Saint-Morel, dans le département français des Ardennes. Elle est surélevée sur le tertre de l'ancien cimetière, et un escalier d'une vingtaine de marches permet d'y accéder.

## Historique
La construction de l'église est achevée en 1571 (inscription de 1570 et 1571, sur les contreforts). La tour-clocher, d'un style bien différent, est de 1733, avec un toit arrondi et un clocheton. Durant la Première Guerre mondiale, les troupes allemandes avaient implanté un point d'observation sous le dôme du clocher. En 1919, l'édifice est classé au titre des monuments historiques,,,.